# Exocarpos luteolus
Espèce
Classification phylogénétique
Exocarpos luteolus est une espèce de plantes à fleurs du genre Exocarpos, famille des Santalaceae. C'est un arbuste endémique d'Hawaï.

## Description
Cette plante est un arbuste qui mesure entre 0.5 et 2 mètres de haut. Il existe deux types de feuilles, les limbes des feuilles lancéolées à ovales jusqu'à 8 centimètres de long et les feuilles plus petites et réduites qui ressemblent à des écailles. Certaines plantes ont seulement des feuilles ressemblant à des écailles et apparaissent sans feuilles à première vue. 
La fleur a six pétales verdâtres d'environ un millimètre chacun.
Le fruit est une drupe jaune de 1 à 2 cm de long,.

## Répartition
Exocarpos luteolus est endémique de Hawaï, de l'île de Kauai. Il reste huit populations, pour une population mondiale totale de seulement 39 individus. La plante est classée comme une espèce menacée pour les États-Unis en 1994.
Cette plante rare pousse dans plusieurs types d'habitat, y compris les tourbières, les crêtes ouvertes et les forêts humides fermées. Les plantes partageant les types d'habitats forestiers sont Metrosideros polymorpha, Dicranopteris linearis, Acacia koa, Alphitonia ponderosa et Bidens cosmoides. Les plantes dans son habitat de tourbière peuvent être Astelia waialealae et Broussaisia arguta.

## Écologie
Cette plante est en voie d'extinction en raison d'un certain nombre de menaces, principalement la destruction de l'habitat et la dégradation des chèvres et des cochons sauvages. Les rats mangent les graines. De nombreuses espèces végétales envahissantes sont présentes dans l'habitat, surtout Rubus argutus, Passiflora tarminiana, Erigeron karvinskianus, Christella dentata,  Lantana camara ou Melinis minutiflora.

## Source de la traduction
- (en) Cet article est partiellement ou en totalité issu de l’article de Wikipédia en anglais intitulé « Exocarpos luteolus » (voir la liste des auteurs).